# Scudo polacco
 

Lo scudo polacco, non molto comune, è caratterizzato dalla presenza di sette sporgenze, tre per ciascun lato e una al vertice inferiore. Presenta inoltre due rientranze per ciascun fianco, simili a quella dello scudo tedesco, ed una a punta sul vertice superiore. 

D'azzurro, alla frette d'argento